# 2014 au Luxembourg
Chronologie du Luxembourg
- 2010
- 2011
- 2012
- 2013
- 2014
- 2015
- 2016
- 2017
- 2018

Événements de l'année 2014 au Luxembourg.

## Évènements

### Mars
- 28 mars : remaniement du gouvernement Bettel-Schneider.

### Mai
- 25 mai : élections européennes, le Parti populaire chrétien-social est en tête.

### Juin
- 4 – 8 juin : 74e Tour de Luxembourg remporté par Matti Breschel.
- 18 juin : le Luxembourg autorise le mariage et l'adoption pour les couples homosexuels, rejoignant ainsi dix autres pays européens[1].
- 23 juin : Fête nationale.

### Octobre
- 13 – 18 octobre : tournoi de tennis de Luxembourg.

## Décès
- 19 mars : Ernest Mühlen, homme politique luxembourgeois.
- 7 avril : Georges Als, statisticien luxembourgeois.